# 1938-as magyar asztalitenisz-bajnokság
Az 1938-as magyar asztalitenisz-bajnokság a huszonkettedik magyar bajnokság volt. A bajnokságot április 17. és 18. között rendezték meg Cegléden.

## Eredmények
| Versenyszám  | Arany                                  | Arany | Ezüst                                      | Ezüst | Bronz | Bronz |
| ------------ | -------------------------------------- | ----- | ------------------------------------------ | ----- | --- | ----- |
| Férfi egyéni | Barna Viktor Duna SC                   |       | Schmiedl Jenő Duna SC                      |       | Till Károly MTKDávid MTK                                                                                         |       |
| Női egyéni   | Angelica Adelstein Aurora București    |       | Ferenczy Ida Duna SC                       |       | Beregi Dóra VACHornyák Erzsébet Ceglédi MOVE                                                                     |       |
| Férfi páros  | Barna Viktor, Boros István Duna SC     |       | Földi Ernő, Grossmann Andor Duna SC, VAC   |       | Házi Tibor, Schmiedl Jenő Duna SC                                                                                |       |
| Női páros    | Beregi Dóra, Ferenczy Ida VAC, Duna SC |       | Aranyi Ottilia, Kovács Margit Ceglédi MOVE |       | Angelica Adelstein , Hornyák Erzsébet Aurora București , Ceglédi MOVESzokolai Ilona, Lőcser Károlyné Orosházi TK |       |
| Vegyes páros | Barna Viktor, Beregi Dóra Duna SC, VAC |       | Fehér, Ferenczy Ida Duna SC                |       | Boros István, Angelica Adelstein Duna SC, Aurora București Földi Ernő, Hornyák Erzsébet Duna SC, Ceglédi MOVE    |       |